# Olimpia Teodora 2000-2001
Questa voce raccoglie le informazioni riguardanti l'Olimpia Ravenna nelle competizioni ufficiali della stagione 2000-2001.

## Organigramma societario
Area direttiva
- Presidente: Roberto Manzari

Area tecnica
- Allenatore: Marco Bonitta
- Allenatore in seconda: Manuela Benelli

Area sanitaria
- Medico: Loris Macrì, Renzo Raggi
- Fisioterapista: Davide Baccoli, Rita Valbonesi

## Rosa
| N° | Nome                 | Ruolo | Data di nascita  | Nazionalità sportiva |
| -- | -------------------- | ----- | ---------------- | -------------------- |
| 1  | Eleonora Lo Bianco   | P     | 22 dicembre 1979 | Italia               |
| 2  | Silvia Croatto       | S     | 6 maggio 1973    | Italia               |
| 2  | Alessandra Ventura   | S     | 8 febbraio 1983  | Italia               |
| 3  | Germana Zilli        | P     | 23 ottobre 1973  | Italia               |
| 5  | Stacy Sykora         | L     | 24 giugno 1977   | Stati Uniti          |
| 7  | Alessandra Zambelli  | C     | 14 febbraio 1967 | Italia               |
| 10 | Henriëtte Weersing   | S     | 11 ottobre 1965  | Paesi Bassi          |
| 11 | Marrit Leenstra      | S     | 18 ottobre 1973  | Paesi Bassi          |
| 12 | Carolina Costagrande | S     | 15 ottobre 1980  | Argentina            |
| 13 | Leyla Chihuán        | C     | 4 settembre 1975 | Perù                 |
| 15 | Natalia Bozhenova    | C     | 15 gennaio 1969  | Ucraina              |
| 17 | Heather Bown         | C     | 29 novembre 1978 | Stati Uniti          |